# عصب مصنوعی

ساختار یک عصب مصنوعی

یک عصب مصنوعی (به انگلیسی: artificial neuron) یک  تابع ریاضی است که از روی عصب‌های زیستی مدل‌سازی شده و واحدهای اولیه تشکیل‌دهنده شبکه‌های عصبی مصنوعی می‌باشد. نورون‌های مصنوعی یک یا چند ورودی را دریافت نموده و حاصل جمع آنها را به یک صورت خروجی ارائه میدهد. معمولا هر ورودی به صورت جداگانه وزن‌دار شده و در نهایت بر جمع آنها یک تابع غیرخطی موسوم به تابع فعال‌ساز یا تابع انتقال اعمال می‌شود. تابع انتقال معمولا دارای شکل سیگموئید می‌باشد، هرچند که ممکن است که گونه‌های دیگری از توابع غیرخطی مانند تابع چند ضابطه ای یا تابع پله‌ای نیز مورد استفاده قرار گیرد. عصب مصنوعی واحد اساسی یک شبکه عصبی مصنوعی است.
طرح عصب مصنوعی از مدار عصبی زیستی الهام گرفته شده است. ورودی‌هایش مشابه پتانسیل پس سیناپسی تحریکی و پتانسیل پس سیناپسی مهاری در دندریت عصبی یا فعال‌سازی است. وزن‌هایش مشابه وزن‌های سیناپسی است و خروجی اش مشابه پتانسیل عمل عصب است که در طول آکسون انتقال داده می‌شود.
معمولا هر ورودی به صورت جداگانه وزن‌دهی می‌شود، و مجموع به عبارتی که بایاس نامیده می‌شود (مطابق با پتانسیل آستانه)، قبل از عبور از یک تابع غیرخطی که تابع فعال‌سازی نامیده می‌شود، اضافه می‌شود. بسته به کاربرد، این تابع فعال‌سازی می تواند سیگمویدی (مثلا در طبقه‌بندی دودویی) باشد اما به حالت تابع غیرخطی، توابع تکه‌ای یا پله‌ای هم می‌تواند باشد. این توابع اغلب یکنواخت-صعودی، پیوسته، مشتق‌پذیر و محدود هستند. امروزه برای بسیاری از کاربردها، تابع فعال‌سازی غیریکنواخت، نامحدود، و نوسانی که چندین صفر دارند و از تابع فعال‌سازی سیگموید و ReLU-شکل بهتر عمل می‌کنند، مورد بررسی قرار گرفته اند. تابع آستانه از دروازه‌های منطقی الهام گرفته شده اند، که به آن منطق آستانه می‌گویند؛ که برای مدارهای منطقی سازنده شبیه پردازش مغزی قابل کاربرد هستند. برای مثال اخیرا افزار جدیدی مانند ممریستور به صورت گسترده ای مورد استفاده قرار گرفته تا این چنین منطقی را توسعه دهد 
نورون‌های مصنوعی ساده، مانند مدل مک‌کالوخ-پیتس، گاهی اوقات به‌عنوان «مدل‌های کاریکاتوری» توصیف می‌شوند، زیرا هدف آن‌ها انعکاس یک یا چند مشاهدات عصبی فیزیولوژیکی است، اما بدون توجه به واقع‌گرایی. نورون های مصنوعی همچنین می توانند به سلول های مصنوعی در مهندسی نورومورفیک اشاره کنند که شبیه به نورون های فیزیکی طبیعی هستند.